# Pentaptyk

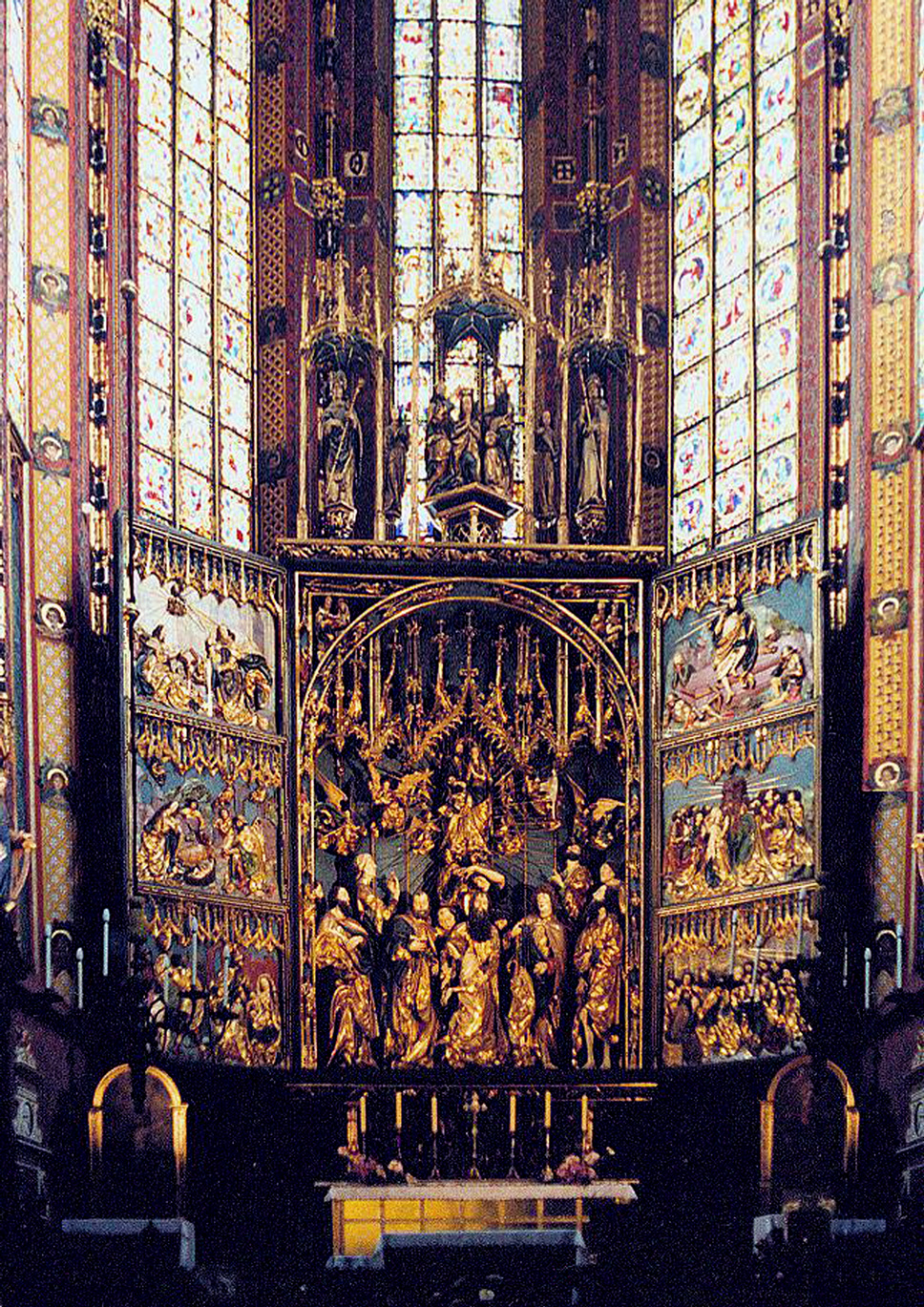
Ołtarz Wita Stwosza w Krakowie

Pentaptyk - typ nastawy ołtarzowej, podobnej do tryptyku, lecz składającej się z części środkowej i dwóch par skrzydeł. Sposób umieszczenia i konfiguracja skrzydeł może być rozmaita. Obie pary skrzydeł lub jedna z nich mogą być umieszczone na zawiasach i te ruchome  skrzydła mogą być zamykane i otwierane w zależności od potrzeb, np. w związku z liturgią danego dnia, tak by ukazywane obrazy odpowiadały charakterowi nabożeństwa. Najsławniejszym polskim pentaptykiem jest Ołtarz Mariacki autorstwa Wita Stwosza w Kościele Mariackim w Krakowie.
Zobacz też: dyptyk, tryptyk, poliptyk